# José Fernando Ferrer
José Fernando Ferrer Selma (Castellón de la Plana, España, 28 de octubre de 1950) es un exfutbolista español que se desempeñaba como defensa.

## Clubes
| Club              | País   | Año       |
| ----------------- | ------ | --------- |
| C. D. Castellón   | España | 1968-1969 |
| U. D. Vall de Uxó | España | 1969-1970 |
| C. D. Castellón   | España | 1970-1974 |
| R. C. D. Español  | España | 1974-1978 |
| Levante U. D.     | España | 1979-1980 |
| C. D. Castellón   | España | 1980-1983 |